# Mirinaba curytibana
Mirinaba curytibana é uma espécie de gastrópode  da família Strophocheilidae.
É endémica do Brasil.